# Aron
Aron là một thị xã và một nagar panchayat của quận Guna thuộc bang Madhya Pradesh, Ấn Độ.

## Địa lý
Aron có vị trí 24°23′B 77°25′Đ / 24,38°B 77,42°Đ Nó có độ cao trung bình là 505 mét (1656 feet).

## Nhân khẩu
Theo điều tra dân số năm 2001 của Ấn Độ, Aron có dân số 21.230 người. Phái nam chiếm 53% tổng số dân và phái nữ chiếm 47%. Aron có tỷ lệ 51% biết đọc biết viết, thấp hơn tỷ lệ trung bình toàn quốc là 59,5%: tỷ lệ cho phái nam là 60%, và tỷ lệ cho phái nữ là 41%. Tại Aron, 18% dân số nhỏ hơn 6 tuổi.